# Rond-point Ngaba
Pour les articles homonymes, voir Ngaba (homonymie).
La rond-point Ngaba (ou carrefour de Ngaba) est l'un des principaux carrefour du sud de Kinshasa, en République démocratique du Congo. 

## Situation et accès
Le « rond-point Ngaba » est situé au sud de la commune de Ngaba, précisément sur le mont-Amba, à l'intersection de l'avenue de l'Université et l'avenue de la Foire (avenue By Pass).
Il relie trois communes : Ngaba, Lemba et Makala, dans un quartier appelé Mont-Amba.

## Origine du nom
Le rond-point est situé sur la commune de Ngaba.

## Historique
Dans les années 1970, le quartier était surnommé Ma Campagne II pour sa propreté et son ordre. Il abritait une ferme appartenant à un Belge nommé Monsieur Righini, qui y élevait des vaches.
À cette époque, l’avenue de l’Université n’existait pas encore. Une petite route avait été aménagée par Mobutu pour faciliter l'accès au campus universitaire via des bus Saviem.

### Circulation
La circulation est difficile sur ce rond-point. Les autorités policières de Kinshasa tentent depuis des années d'y mettre bon ordre, mais les Kinois sont assez hostiles aux diverses mesures répressives mises en place pour réguler la circulation routière.
Par ailleurs, ce carrefour important du Sud de l'agglomération de Kinshasa est assez mal relié au centre-ville, notamment La Gombe, à cause de l'état des routes, qui ne sont pour la plupart pas goudronnées à Makala et Ngaba. En 2007, le journal Le Potentiel fait le constat d'une dégradation des transports vers le Nord : « Autrefois, les conducteurs de véhicules empruntaient certaines avenues secondaires. Celles-ci sont, par les temps qui courent, devenues impraticables. ».

### Problèmes sociaux du quartier
C'est aussi le rendez vous des enfants des rues qu'on surnomme les Shégués. La plupart de ces enfants ont été chassés ou sont partis de leurs familles car on les accuse —à tort— de sorcellerie. Autour du rond point Ngaba, des centaines d'enfants dorment chaque nuit sur les étals des marchés.
Les jeunes filles des rues se prostituent au mieux dès l'âge de 14 ans
À Ngaba plusieurs associations s'occupent des shégués en essayant de les réintégrer dans leurs familles : par exemple la Communauté du Chemin-Neuf ou le  Réseau des Éducateurs des Enfants et Jeunes de la Rue (REEJER) en République démocratique du Congo),.